# Reinzuchthefe
Reinzuchthefen werden zur Herstellung von alkoholischen Getränken wie Wein oder Bier verwendet.
An der Oberfläche von Trauben und Früchten befinden sich zwar bereits natürliche Hefen, aber ausschließlich diesen die Gärung zu überlassen, also eine Spontangärung ablaufen zu lassen, kann unter Umständen hinsichtlich der Qualität und Stabilität zu unvorhersehbaren Ergebnissen führen. Bei den natürlichen Hefen handelt es sich immer um ein Gemisch von verschiedenen Hefearten. Welche Hefeart sich im Ansatz letztlich durchsetzt, ist daher ungewiss. Auch ein Verderb des Produktes ist möglich, wenn sich z. B. Apiculatus-Hefen oder gar andere Mikroben durchsetzen. Aus diesen Gründen werden Reinzuchthefen verwendet. Ein geeigneter Hefestamm wird ausgewählt und die Gärung nicht dem Zufall überlassen.
Der Begriff Rein-zucht-hefe enthält:
- „Rein“: Im Produkt befindet sich ausschließlich der genannte Hefestamm (kein Gemisch). Die Reinzuchthefe ist frei von Verschmutzungen wie Schimmelpilzen, Bakterien usw.
- „Zucht“: Der Hefestamm wurde für ein bestimmtes Einsatzgebiet gezüchtet und optimiert.

## Einteilung
Einsatzzweck:
Weinhefen (Rotweinhefen, Weißweinhefen usw.), Bierhefen (ober-, untergärige Hefe)
Temperatur:
Weinhefen gären meistens im Temperaturbereich zwischen 15 und 30 °C. Ihre volle Leistung entfaltet sich meist erst bei Temperaturen oberhalb ca. 20 °C. Spezielle Kaltgärhefen gären bei Temperaturen ab ca. 6 °C, wobei bei tiefen Temperaturen nur deutlich niedrigere Alkoholgehalte als bei Temperaturen oberhalb 20 °C erzielt werden können. Bierhefen vertragen meistens tiefere Temperaturen als Weinhefen.
Alkoholtoleranz:
Für leichte Weine gibt es Hefen mit niedriger Alkoholtoleranz (9…11 % Vol). Verbreitet sind Weinhefen mit einer Alkoholtoleranz von ca. 16 bis 18 % Vol. Andererseits gibt es aber auch Brennhefen, die für die Likör-/Schnapsherstellung verwendet werden (Alkoholtoleranz bis 20 % Vol und höher). Bierhefen (Saccharomyces cerevisiae) sind durchschnittlich bis 8 Volumenprozent alkoholtolerant, obergärige Hefestämme auch darüber. Sogenannte Supervergärer, vornehmlich aus Belgien (Trappisten- und Farmhousehefen), vergären bis zu 15 % alc. Vol. Empfehlungen, für Starkbiere Weinhefen einzusetzen, gelten heute als veraltet. In der Kreativbrauer-Szene wurden sogenannte Übervergärer unter den Hefestämmen wiederentdeckt und werden gerne verwendet.
Gärungsnebenprodukte:
Hefen erzeugen bei der Gärung nicht nur Alkohol, sondern auch diverse Nebenprodukte, z. B. Glycerin, und verschiedene Aromastoffe wie Ester und Phenole. Hier gibt es deutliche Unterschiede zwischen den verschiedenen Hefestämmen.
Lieferformen:
Flüssighefen (in einer geringen Menge Wasser oder Weißwein suspendierte Hefen), Trockenhefen (ruhende Hefen in Form eines Granulats).
 Trockenhefe contra Flüssighefe
- Pro Trockenhefe
  1. Trockenhefe ist länger haltbar.
  2. Es hat sich oft gezeigt, dass Trockenhefe eine höhere Reinheit/Qualität aufweist als Flüssighefen.
- Pro Flüssighefe
  1. Es ist nicht unbedingt notwendig, einen Gärstarter anzusetzen oder die Hefe zuerst in einer größeren Menge Wasser zu lösen, bevor sie dem Gäransatz zugegeben wird. Bei der Herstellung weinähnlicher Getränke wird dennoch ein Gärstarter empfohlen.